# AVRO's Radiojournaal
AVRO's Radiojournaal was een actualiteitenrubriek op de Nederlandse radio, die in 1934 van start ging onder leiding van Gustav Czopp.
Het Radiojournaal werd op AVRO-dagen meerdere malen uitgezonden. Het was een van de langstlopende radiorubrieken van de publieke omroep. Toen in 1995 het Radio 1 Journaal begon, was AVRO's Radiojournaal alleen nog voortaan op de woensdagmiddag te beluisteren tussen 14:00 en 17:00 uur op Radio 1. In 1999 verdween AVRO's Radiojournaal voorgoed van de radio.
Eindredacteuren van het programma waren:
- Jan de Visser (1965 – 1990)
- Ab Visscher (1990 – 1995)